# Kirche Clausnitz

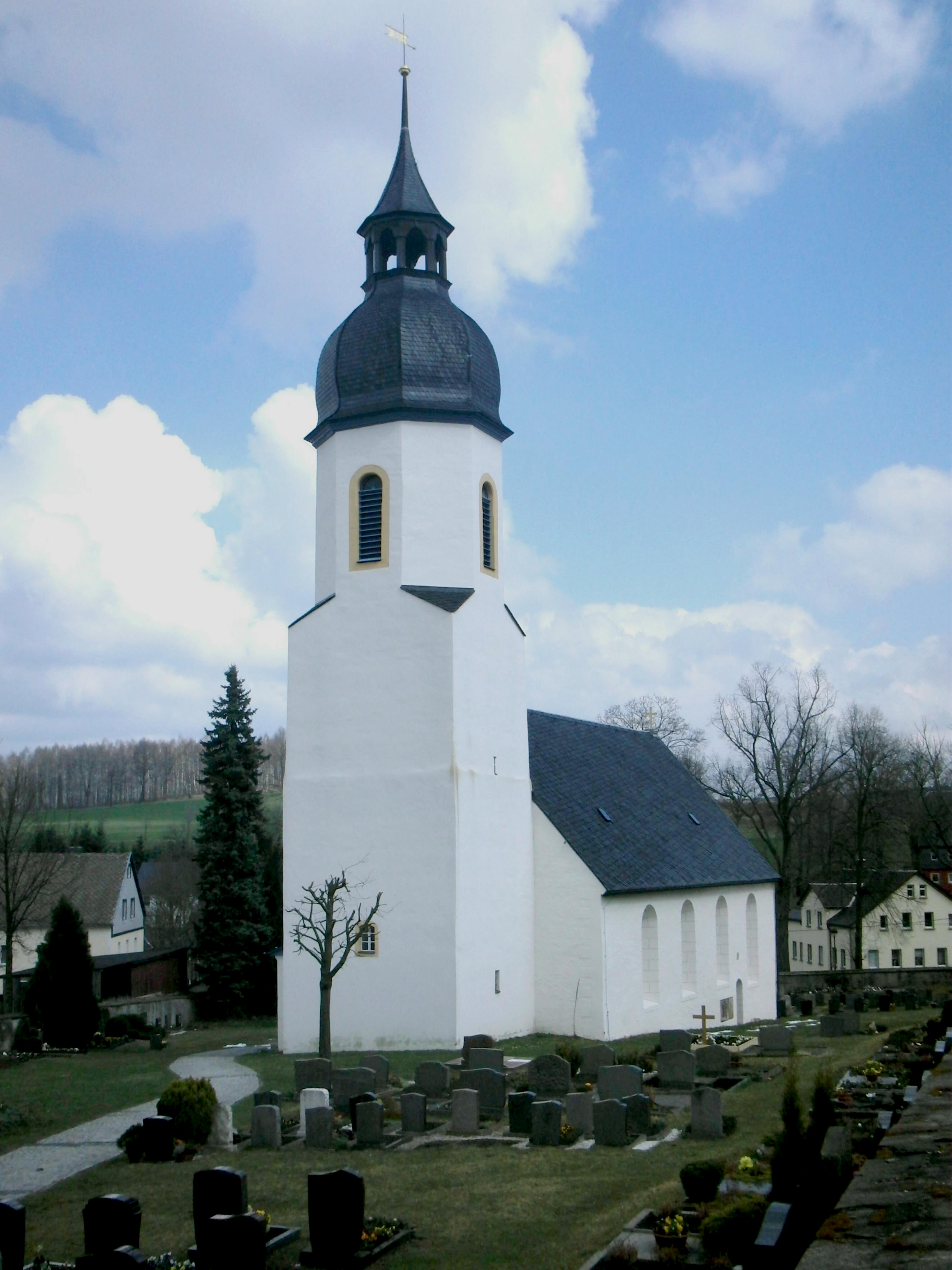
Clausnitzer Kirche

Die evangelisch-lutherische Kirche Clausnitz ist eine barocke Pfarrkirche in Clausnitz, einem Ortsteil von Rechenberg-Bienenmühle im Landkreis Mittelsachsen im sächsischen Osterzgebirge.

## Beschreibung
Mit Zisterziensermönchen, die um 1196 das Kloster Ossegg gründeten, kamen fränkische Siedler in die Region. Um 1210 gründeten sie das Waldhufendorf Clausnitz inmitten der waldreichen Gegend am Fluss Rachel. Wenige Jahre später soll es eine Kapelle gegeben haben. Wallfahrer suchten jährlich am 22. Juli zum Tag der Maria Magdalena das kleine Gotteshaus auf. Die Kapelle wurde mehrfach um- und ausgebaut und nachweisbar um 1696 erneuert. Es entstand eine Kirche mit geradem geschlossenem Innenraum und einem westlich angefügten massiven Unterturm, der im oberen Teil aus Holz bestand. Aus dieser Zeit sind noch die Innenausgestaltung, Taufstein, Altar, Kanzel und die ausgemalte Holzdecke erhalten. Ein Medaillon „Anno 1696“ an der Eingangsseite wurde von dem einstigen Vorgängerbau übernommen.
Später wurden Emporen eingebaut und die Sitzplatzzahl auf 360 erhöht. Die Kirche wurde in den Jahren 1698, 1726 und 1844 mehrmals erneuert und vergrößert. Im Jahr 1812 wurde der Turm mit Mauerwerk verstärkt und erhöht, 1913 die Kirchturmhaube bis zur Spitze erneuert. Im Jahr 1992 erfolgten weitere Sanierungsarbeiten, die Trockenlegung des Kirchenschiffes und die Verlegung der Grabplatten im Außenbereich des Ostgiebels in das Kircheninnere. Ein Jahr später wurden das Kirchenschiff und der Turm restauriert, die komplette Dacheindeckung mit Turmkugel und Wetterfahne wurde erneuert. Von 2001 bis 2002 erfolgte eine umfangreiche Innensanierung der Kirche. Von 2009 bis 2010 wurde das gesamte Mauerwerk trockengelegt.

## Glocken
Das Geläute wurde zunächst vom Vorgängerbau übernommen. Die größere Glocke war 1674 in Freiberg von Wolf Hilliger gegossen worden. Die kleinere Bronzeglocke entstand 1724 bei dem Glockengießer Michael Weinhold in Dresden.
Erst im Jahr 1874 erhielt das Kirchendach eine Eindeckung aus Naturschiefer, und 1899 wurden der heutige Dreiklang in H-Dur im Turm installiert.
Die 2120 Kilogramm schwere große Glocke trägt das Sinnbild des Gottesauges und die Inschrift „Ps 100,2“. Auf der mittleren, 1100 Kilogramm schweren Glocke befindet sich ein Kruzifix und die Inschrift „Röm. 12,12“. Die kleine Glocke wiegt 660 Kilogramm und trägt das Sinnbild der Taube und die Inschrift „Markus 16,16“. Das Geläute wurde von der Dresdner Firma C. Albert Bierling gegossen und vom Kirchenpatron Caspar Eberhard von Schönberg geweiht.
Im Jahr 1942 sollten die Glocken als Metallspende für Rüstungszwecke eingeschmolzen werden. Der Pfarrer sollte diese zerschlagen lassen und verweigerte dies. So konnte Zeit gewonnen werden, weil die Glocken unzerstört von Turm geholt werden mussten. Dem Pfarrer Mischner gelang es 1948 mit vielen Clausnitzern, das Geläut vom Sammelplatz in Hamburg zurückzuholen.
Im Folgenden eine Datenübersicht:
| Nr. | Gussdatum | Gießer                   | Durchmesser | Masse   | Schlagton |
| --- | --------- | ------------------------ | ----------- | ------- | --------- |
| 1   | 1899      | Glockengießerei Bierling | 1620 mm     | 2120 kg | b°+1      |
| 2   | 1899      | Glockengießerei Bierling | 1296 mm     | 1100 kg | d´+4,5    |
| 3   | 1899      | Glockengießerei Bierling | 1079 mm     | 660 kg  | f´+4,5    |

## Orgel
Im Jahr 1776 wurde eine Orgel vom Silbermann-Nachfolger Adam Gottfried Oehme (1719–1789) eingebaut. Das Instrument hatte zwei Manuale und 18 Register. Der Orgelprospekt wurde 1762 von Johann Georg Schöne hergestellt.
1906 wurde eine neue Orgel der Bautzner Firma Eule installiert. Das Instrument mit 15 Registern auf zwei Manualen und Pedal wurde in das historische Gehäuse eingebaut.

## Das Pfarrhaus
Das Pfarramt auf dem gegenüberliegenden Hang wurde 1821 errichtet. Auf dem 11.810 Quadratmeter großen Grundstück entstand ein zweigeschossiges Ernhaus (Wohnstallhaus) mit Krüppelwalmdach. Das Erdgeschoss besteht aus Sandstein und Ziegelmauerwerk mit gewölbten Decken, das Obergeschoss aus Fachwerk mit gemauerter Ausfachung. Das Dach wird von einer Holzkonstruktion getragen. Im Jahr 1881 erhielt es eine Dacheindeckung aus Naturschiefer; auch die Obergeschosse und Längsseiten der beiden Giebel erhielten eine neue Schieferverkleidung. Im Jahr 1994 wurde das Obergeschoss wärmegedeämmt, die Naturschieferverkleidung wurde erneuert. Im Erdgeschoss erhielt das Gebäude einen roten Farbanstrich, so dass sich die Sandsteingewände der Türen und Fenster abheben. Heute befinden sich im Haus das Pfarramt, die Gemeinderäume und die Pfarrerwohnung.

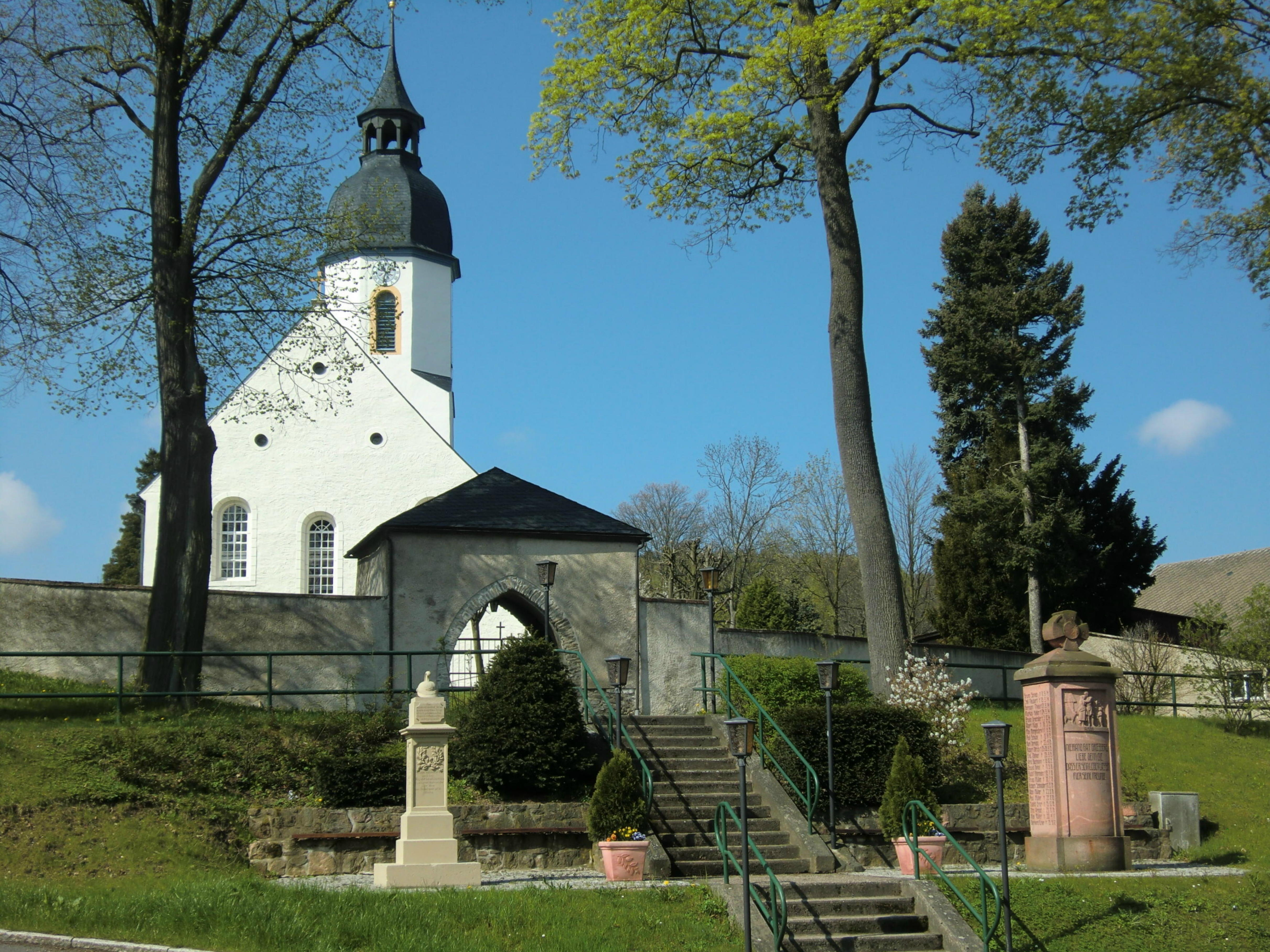
Ansicht mit Denkmal der Kriegstoten
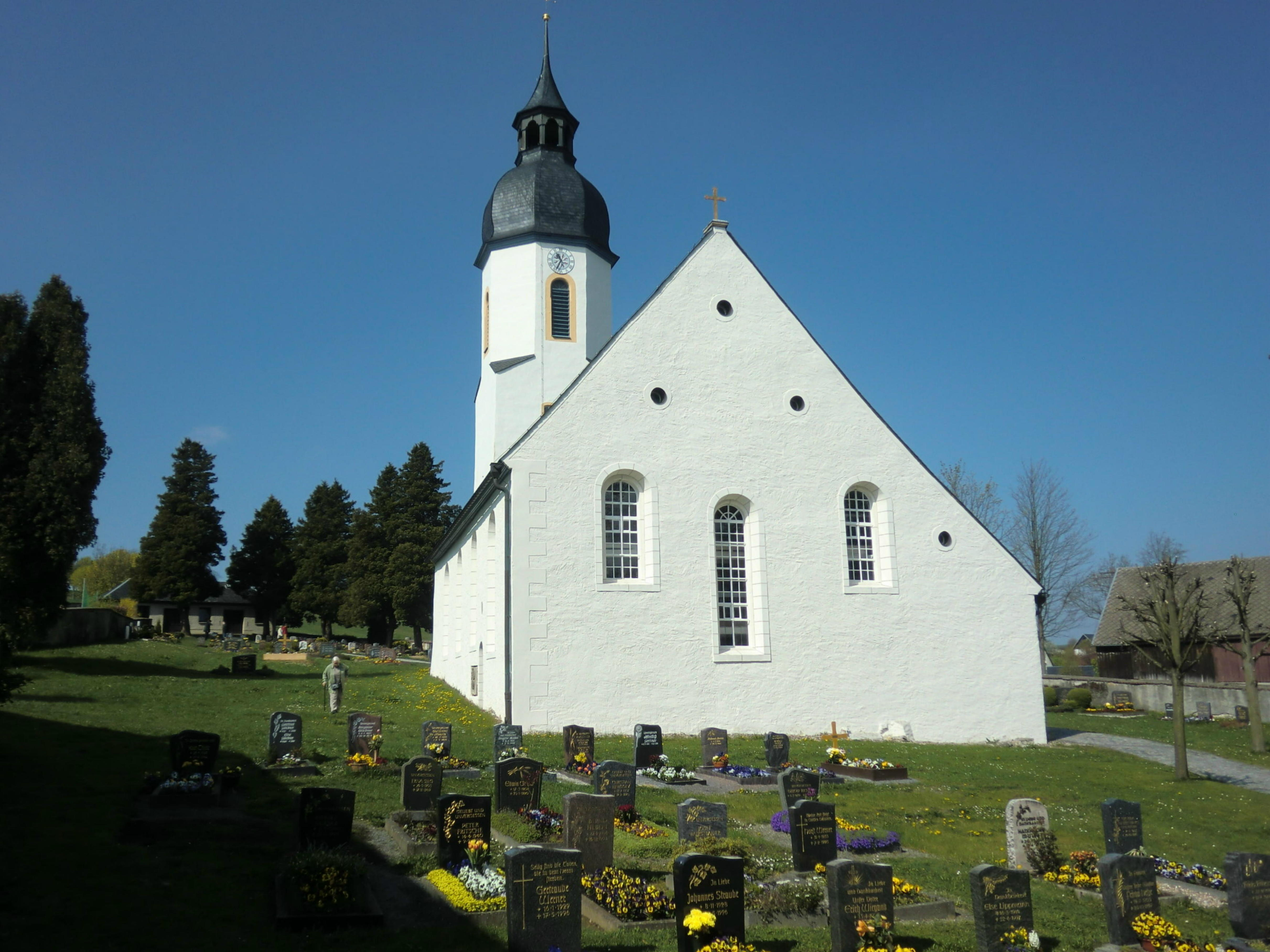
Clausnitzer Kirche
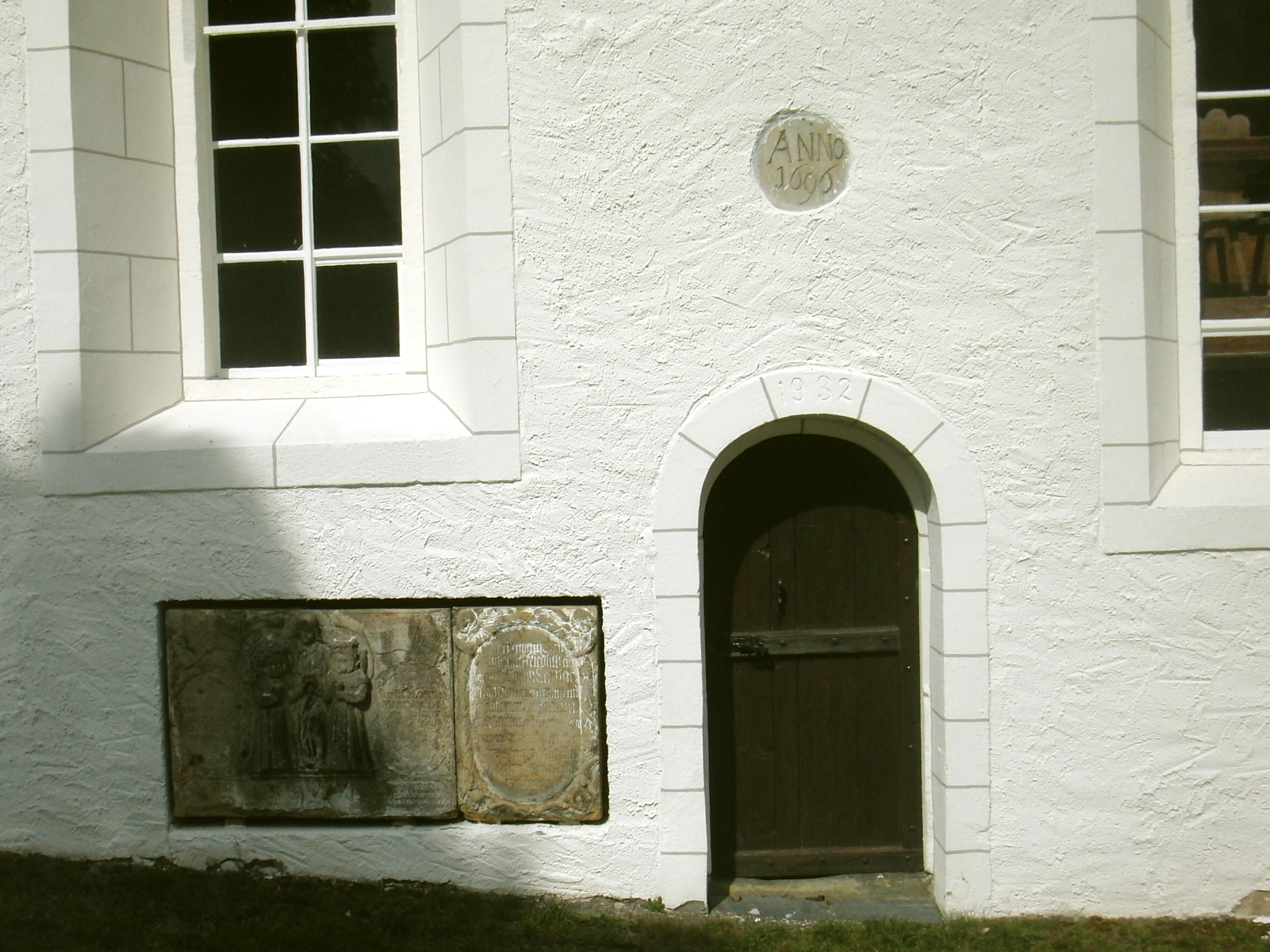
Medaillon „Anno 1696“
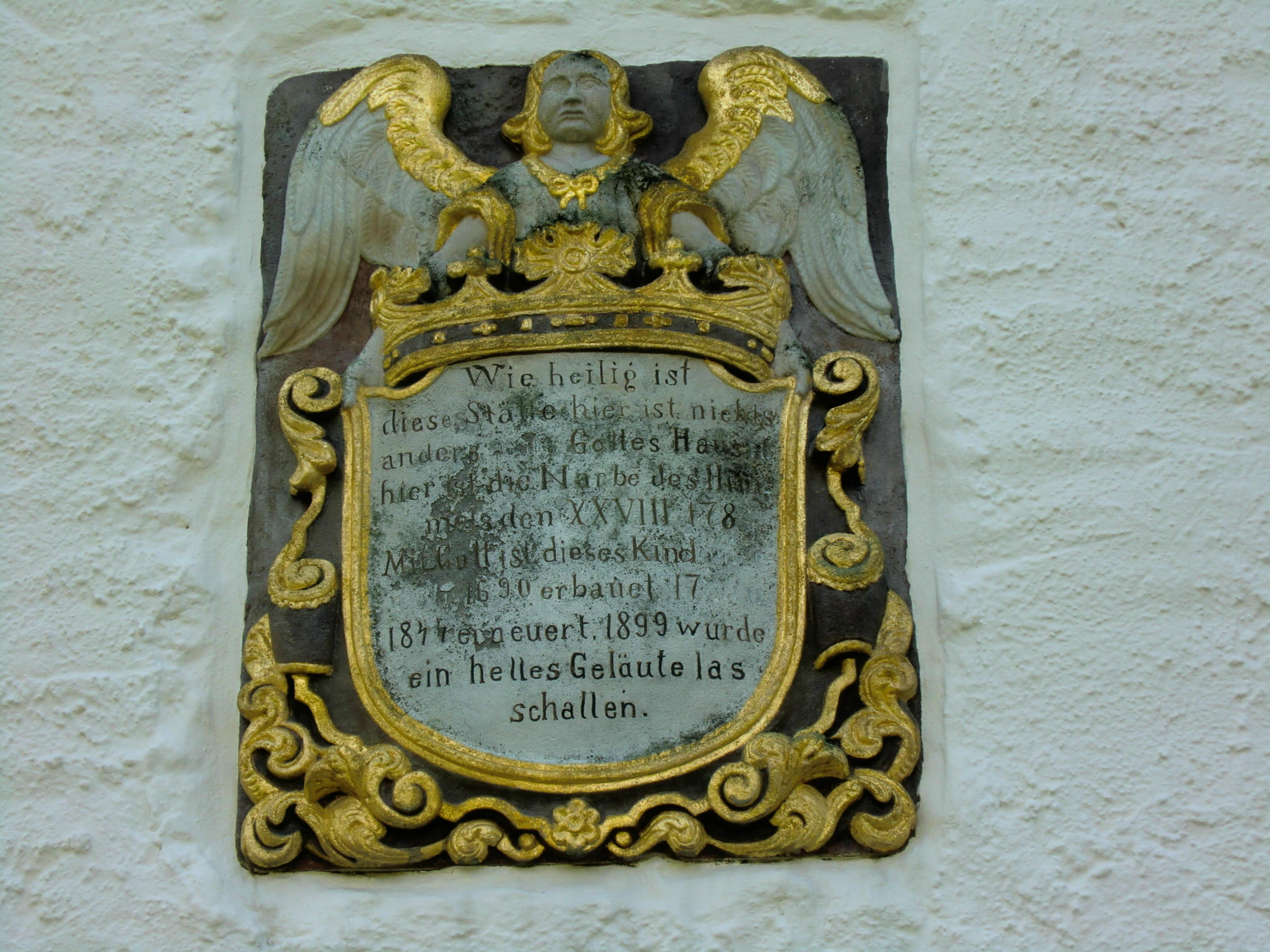
Medaillon vom Vorgängerbau
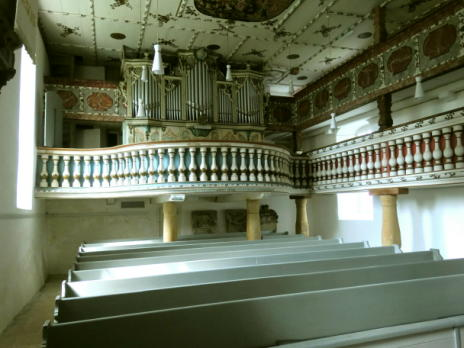
Innenansicht
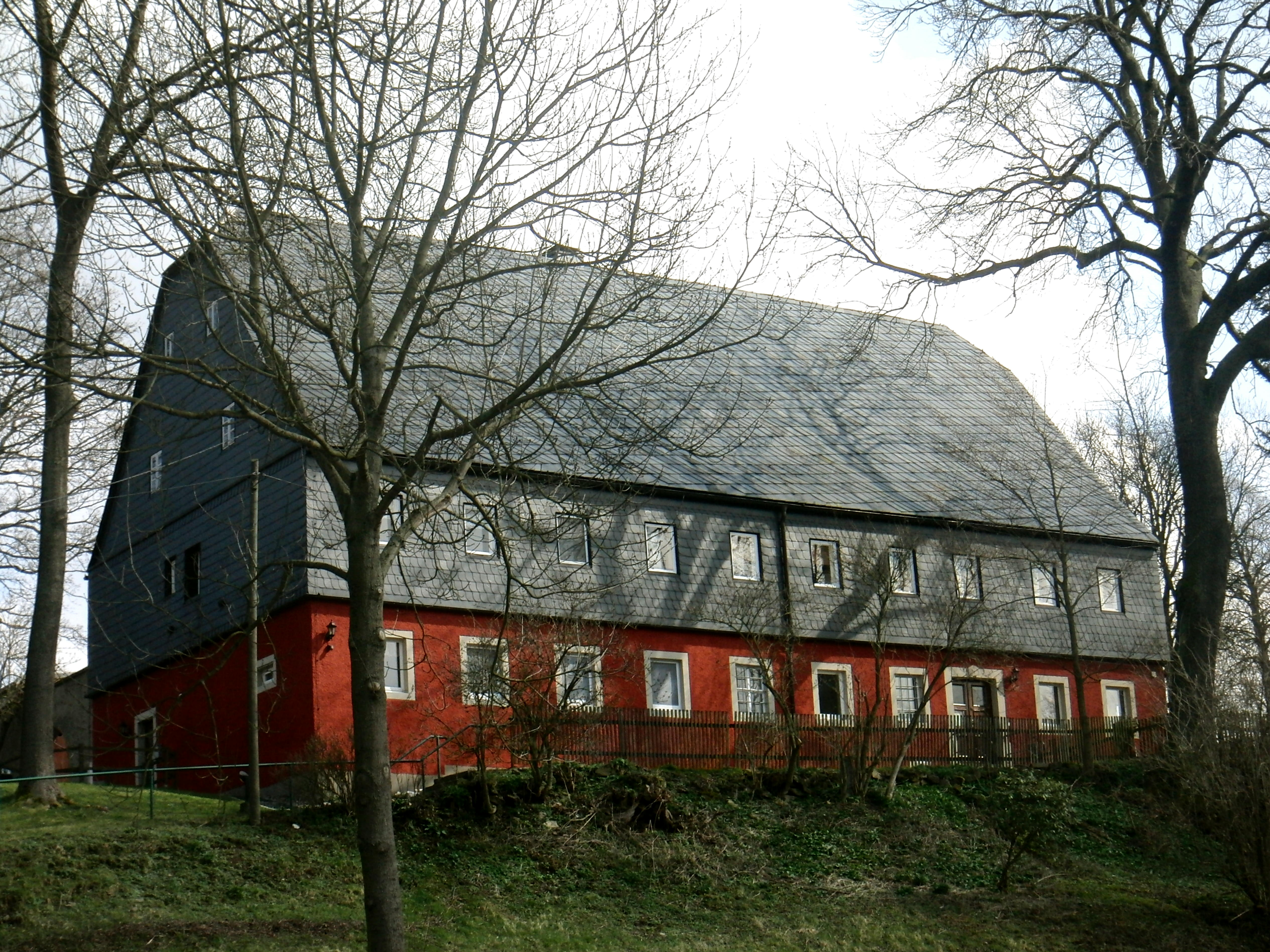
Pfarramt von 1821